# Ohio State Route 358
State Route 358 (SR 358, OH 358) ist eine 1,48 km lange State Route in Nord-Süd-Richtung im Norden des US-Bundesstaates Ohio. Der südliche Terminus der SR 358 befindet sich an einer T-Kreuzung mit SR 163 etwa 9,25 km östlich von Oak Harbor, am Nordufer des Portage River. Das nördliche Ende befindet sich an einer Kreuzung der SR 2 knapp außerhalb von Camp Perry, etwa 5,5 km westlich von Port Clinton.
Die Landstraße mit zwei Fahrstreifen wurde in der Mitte der 1930er Jahre eingerichtet.  Der Hauptzweck der Strecke war es während der gesamten Geschichte ihres Bestehens die Anbindung von Camp Perry an das State-Highway-Netz. Heute dient sie auch als Verbindung von der SR 2 aus Richtung Westen zur SR 163 bzw. von der SR 163 zur SR 2 in Richtung Westen, weil die Kreuzung zwischen beiden Straßen, die etwa 1,5 km weiter östlich liegt, keine Abbiegemöglichkeit in diesen Relationen bietet. SR 163 gehört in ihrer gesamten Länge zur Ferienstraße Lake Erie Circle Tour.

## Streckenbeschreibung
SR 358 befindet sich vollständig innerhalb der Erie Township im Zentrum des Ottawa County.  Sie beginnt an einer T-förmigen Kreuzung mit der SR 163 östlich von Oak Harbor, auf dem nördlichen Ufer des Portage River. Die Landstraße überquert Gleise der Eisenbahngesellschaft CSX und führt eine Landschaft, die durch den Wechsel von Wäldern und Feldern gekennzeichnet ist, bevor sie gegenüber der Hauptzufahrt zu Camp Perry an der in diesem Abschnitt mehrstreifigen SR 2 endet.
Diese State Route gehört nicht zum National Highway System (NHS), das die für Wirtschaft, Mobilität und Verteidigung wichtigsten Straßen der Vereinigten Staaten umfasst.

## Geschichte
SR 358 wurde 1934 aufgestellt und hat seitdem einen unveränderten Streckenverlauf durch das Zentrum des Ottawa Countys. Bereits zum Zeitpunkt ihrer Einrichtung hatte die SR 358 eine feste Fahrbahn.

## Knotenpunkte
Die gesamte Strecke verläuft in der Erie Township im Ottawa County, Ohio.
| mi                                       | km   | Fahrtrichtung(en)                                    | Anmerkungen |
| ---------------------------------------- | ---- | ---------------------------------------------------- | ----------- |
| 0,00                                     | 0,00 | OH 163 (West Harbor Road) – Port Clinton, Oak Harbor |             |
| 0,92                                     | 1,48 | OH 2 (West Lakeshore Drive)                          |             |
| 1,000 mi = 1,609 km; 1,000 km = 0,621 mi |      |                                                      |             |

## Belege
1. 1 2  Ohio Department of Transportation: Technical Services Straight Line Diagrams. Archiviert vom Original am 25. März 2012; abgerufen am 6. Februar 2009.  Info: Der Archivlink wurde automatisch eingesetzt und noch nicht geprüft. Bitte prüfe Original- und Archivlink gemäß Anleitung und entferne dann diesen Hinweis.
2. 1 2 3  ODOH (Kartograph): Map of Ohio Showing State Highway System.  [Karte]. Hrsg.: Ohio Department of Highways. 1933 (englisch, dot.state.oh.us (Memento des Originals vom 28. Dezember 2010 im Internet Archive) [MRSID; abgerufen am 6. Februar 2009]).